# Guma Rupu Lama
Guma Rupu Lama is een bestuurslaag in het regentschap Padang Lawas Utara van de provincie Noord-Sumatra, Indonesië. Guma Rupu Lama telt 450 inwoners (volkstelling 2010).